# Xylographa
Xylographa är ett släkte av lavar. Enligt Catalogue of Life ingår Xylographa i familjen Trapeliaceae, ordningen Baeomycetales, klassen Lecanoromycetes, divisionen sporsäcksvampar och riket svampar, men enligt Dyntaxa är tillhörigheten istället familjen Agyriaceae, ordningen Agyriales, klassen Lecanoromycetes, divisionen sporsäcksvampar och riket svampar.
|            | Lithographa |
|            | |
|            | Rimularia |
|            | |
|            | Placopsis |
|            | |
| Xylographa | \| \| Xylographa minutula \| \| \| \| \| \| Xylographa parallela \| \| \| \| \| \| Xylographa pruinodisca \| \| \| \| \| \| Xylographa trunciseda \| \| \| \| \| \| Xylographa vitiligo \| \| \| \| \| \| Xylographa soralifera \| \| \| \| |
|            | \| \| Xylographa minutula \| \| \| \| \| \| Xylographa parallela \| \| \| \| \| \| Xylographa pruinodisca \| \| \| \| \| \| Xylographa trunciseda \| \| \| \| \| \| Xylographa vitiligo \| \| \| \| \| \| Xylographa soralifera \| \| \| \| |
|            | Trapeliopsis |
|            | |
|            | Placynthiella |
|            | |
|            | Trapelia |
|            | |
|            | Sarea |
|            | |
|            | Ptychographa |
|            | |
|            | Amylora |
|            | |
|            | Xylographa minutula |
|            | |
|            | Xylographa parallela |
|            | |
|            | Xylographa pruinodisca |
|            | |
|            | Xylographa trunciseda |
|            | |
|            | Xylographa vitiligo |
|            | |
|            | Xylographa soralifera |
|            | |

|  | Xylographa minutula    |
|  |                        |
|  | Xylographa parallela   |
|  |                        |
|  | Xylographa pruinodisca |
|  |                        |
|  | Xylographa trunciseda  |
|  |                        |
|  | Xylographa vitiligo    |
|  |                        |
|  | Xylographa soralifera  |
|  |                        |

## Källor

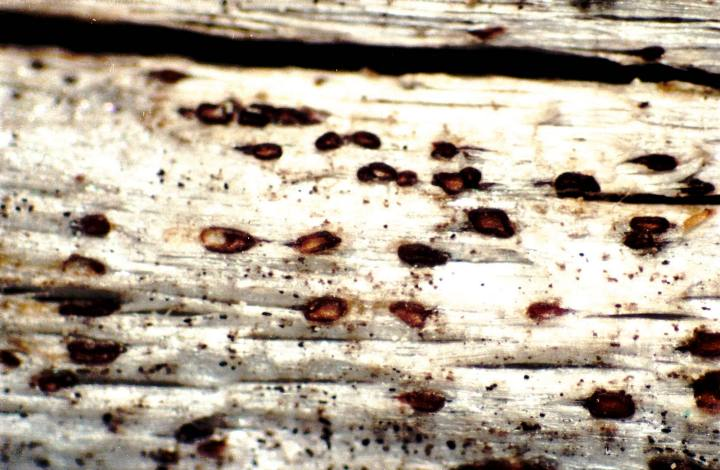
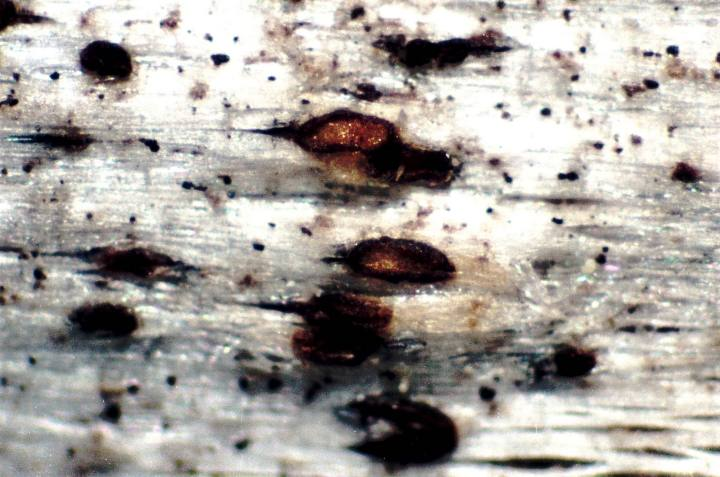
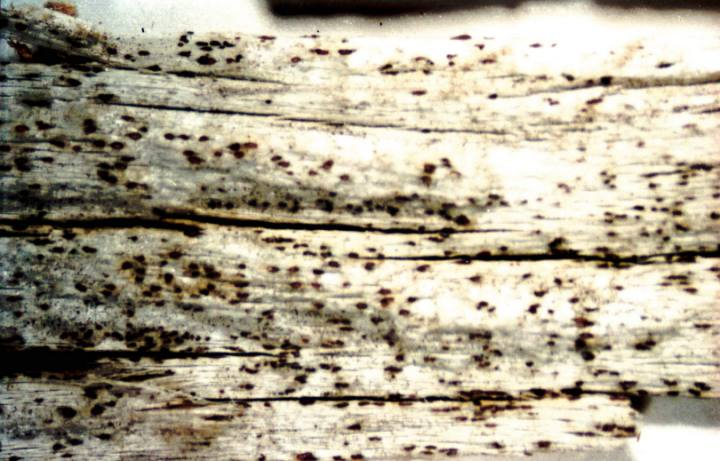